# Воденица у Доњим Петровцима
Воденица у Доњим Петровцима, као једина сачувана од седам воденица на каналу Јарчини, направљена је крајем 19. века. Заштићена као редак пример воденице у Срему, има статус споменика културе од великог значаја.

## Изглед
Подигли су је удружено седам мештана по чему је, као поредовник, сваки од њих имао право на ушур један дан у седмици. Воденица је зидана опеком и обликована као стамбени објекат. Подужне је основе, постављена управно на терен у паду, са високим подзидом према потоку, кроз који пролази дрвена осовина за витло. Двосливног је крова, са чеоном страном на којој су два мања прозорска отвора и окапница између зида и забата.
Унутрашњи простор подељен је на три одељења. Највеће заузима радни део, а два мања служе за смештај воденичара. Стамбени простор накнадно је повећан у односу на радни. Према механизму спада у тип воденице са усправним колом и хоризонталном осовином која је преко зупчаника и вертикалне осовине покретала воденични камен. Воденица је престала да постоји губљењем намене коју је у прошлости имала.